# گاه‌شمار هخامنشیان
این گاه‌شمار از سال ۵۵۹ پیش از میلاد یعنی آغاز فرمانروایی کوروش بزرگ در فارس، انشان و خوزستان تا حمله اسکندر مقدونی به تخت جمشید در سال ۳۳۰ پیش از میلاد و آغاز حکومت سلوکیان در ایران و به پایان رسیدن شاهنشاهی هخامنشی می‌باشد.

## عدد سال‌ها، تاریخ پیش از میلاد را نشان می‌دهد

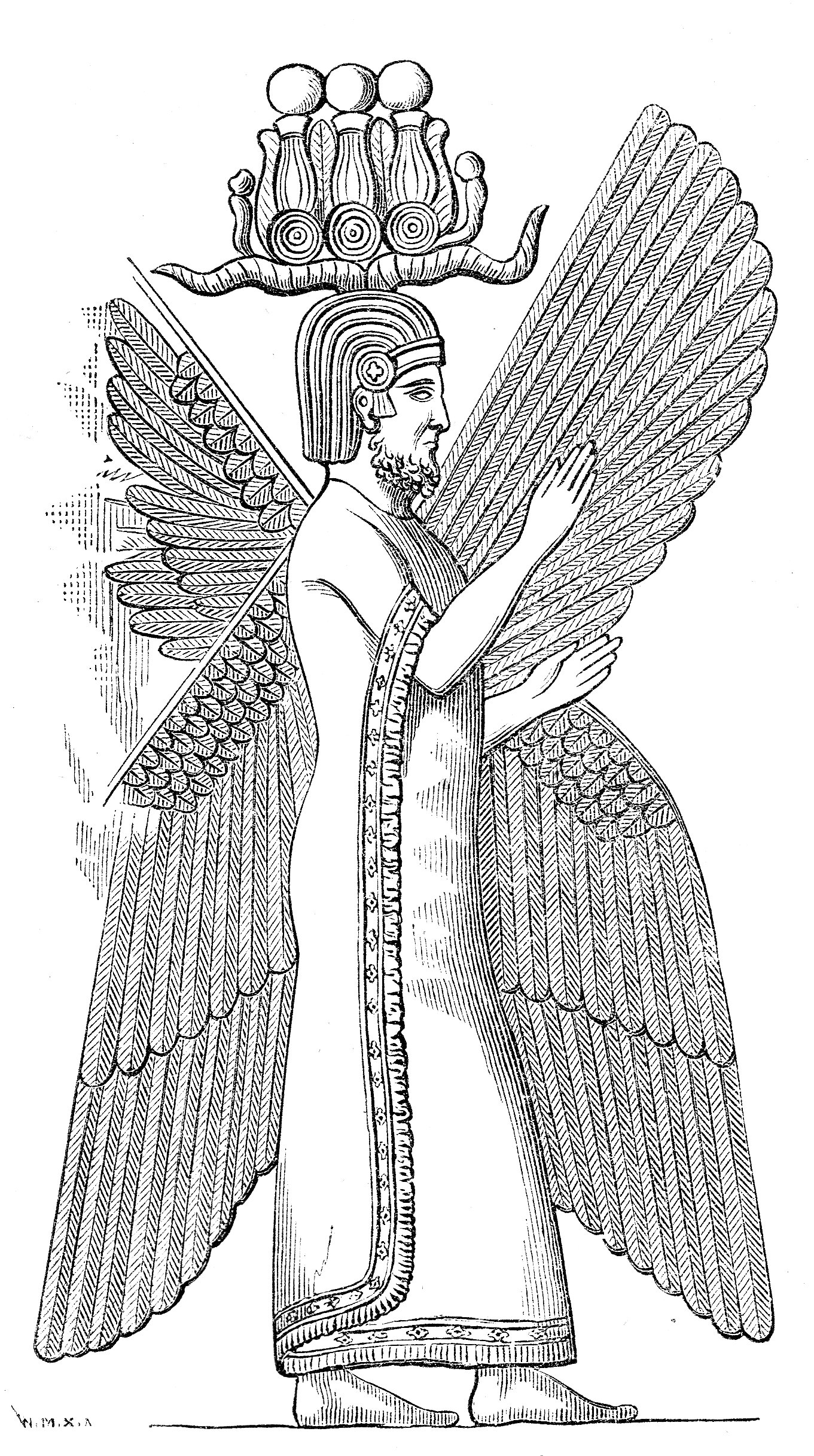
تصویر ۱: کوروش بزرگ

- ۵۵۹: آغاز پادشاهی کوروش بزرگ (کوروش دوم) (تصویر ۱: طراحی) در انشان (فارس) و خوزستان. انتقال پایتخت هخامنشیان به شوش.
- ۵۵۳: آغاز شورش کوروش علیه مادها.[۱]
- ۵۵۰: شکست ایشتوویگو شاه ماد از کوروش و پیرو آن فتح هگمتانه. اتحاد ماد و پارس.
- ۵۴۹ تا ۵۴۸: تسخیر سرزمین‌های پارت، گرگان و احتمالاً ارمنستان توسط کوروش.
- ۵۴۶: فتح سارد پایتخت لیدی توسط کوروش و شکست کرزوس پادشاه لیدی.
- ۵۳۹: فتح بابل ثروتمندترین شهر غرب آسیا توسط کوروش. سقوطی که با مقاومت کم سپاه بابل در کرانه ساحلی رود دجله به وقوع پیوست.
- ۵۳۹: کوروش به یهودیان آواره اجازه داد تا به اورشلیم بازگردند و در آنجا آزادانه برای خود کنیسه بسازند.
- ۵۳۵: رود سند توسط کوروش به امپراتوری هخامنشیان پیوست.[۲]
- ۵۲۹: کوروش به قبایل سکاها در شمال شرق ایران حمله کرد و در جنگ با ماساگت‌ها کشته شد. وی را در پاسارگاد دفن کردند.
- ۵۲۹: کمبوجیه دوم فرزند کوروش به تاج و تخت رسید.
- ۵۲۵: سپاه ایران تحت فرماندهی کمبوجیه (دوم)، سرزمین مصر را کاملاً ضمیمه قلمرو پادشاهی هخامنشی کرد.
- ۵۲۲: مرگ کمبوجیه در راه بازگشت از مصر.
- ۵۲۱: فریبکاری و زورستانی تخت پادشاهی توسط گئومات مغ (بردیای دروغین) با طرح معرفی خود با نام بردیا فرزند کوروش بزرگ.

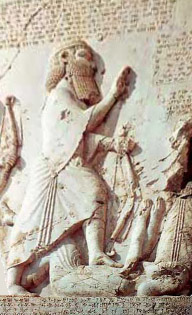
تصویر ۲: گئومات زیر پای داریوش بزرگ در سنگ‌نبشته بیستون

- ۵۲۱: داریوش بزرگ از خویشاوندان کوروش با یاری جمعی از نجیب‌زادگان پارسی، گئومات را کشت و به پادشاهی رسید. (تصویر ۲: سنگ‌نگاره در بیستون)
- ۵۱۹: سرکوب شورش‌های سراسری در بسیاری از ساتراپی‌های ایران توسط داریوش.
- ۵۱۸: آغاز بنای تخت جمشید به عنوان پایتخت جدید هخامنشیان در پارسه.
- ۵۱۸: داریوش بزرگ به پنجاب حمله کرد و منطقه رودخانه جهلوم را فتح کرد و آن را ساتراپی هندوها معرفی کرد. اسناد حاکی از آن است که سند حداقل تا سال ۳۳۸ پیش از میلاد تحت کنترل هخامنشیان بوده‌است.[۳]
- ۵۱۴: حمله داریوش یه سکاها در ناحیه شمال قفقاز و دریای سیاه.
- ۴۹۴: شورش ایونیان در آسیای صغیر علیه حکومت هخامنشی و به آتش کشیدن سارد.
- ۴۹۴: حمله داریوش به یونان با عنوان جنگ لاده و شکست یونانیان در نزدیکی جزیره لاده.
- ۴۹۰: جنگ ماراتن بین ایران و یونان در محلی به نام ماراتن در یونان کنونی و شکست ارتش هخامنشی. نخستین پیروزی یونان بر ایران در خشکی.
- ۴۸۶: داریوش در سن ۶۳ سالگی درگذشت.

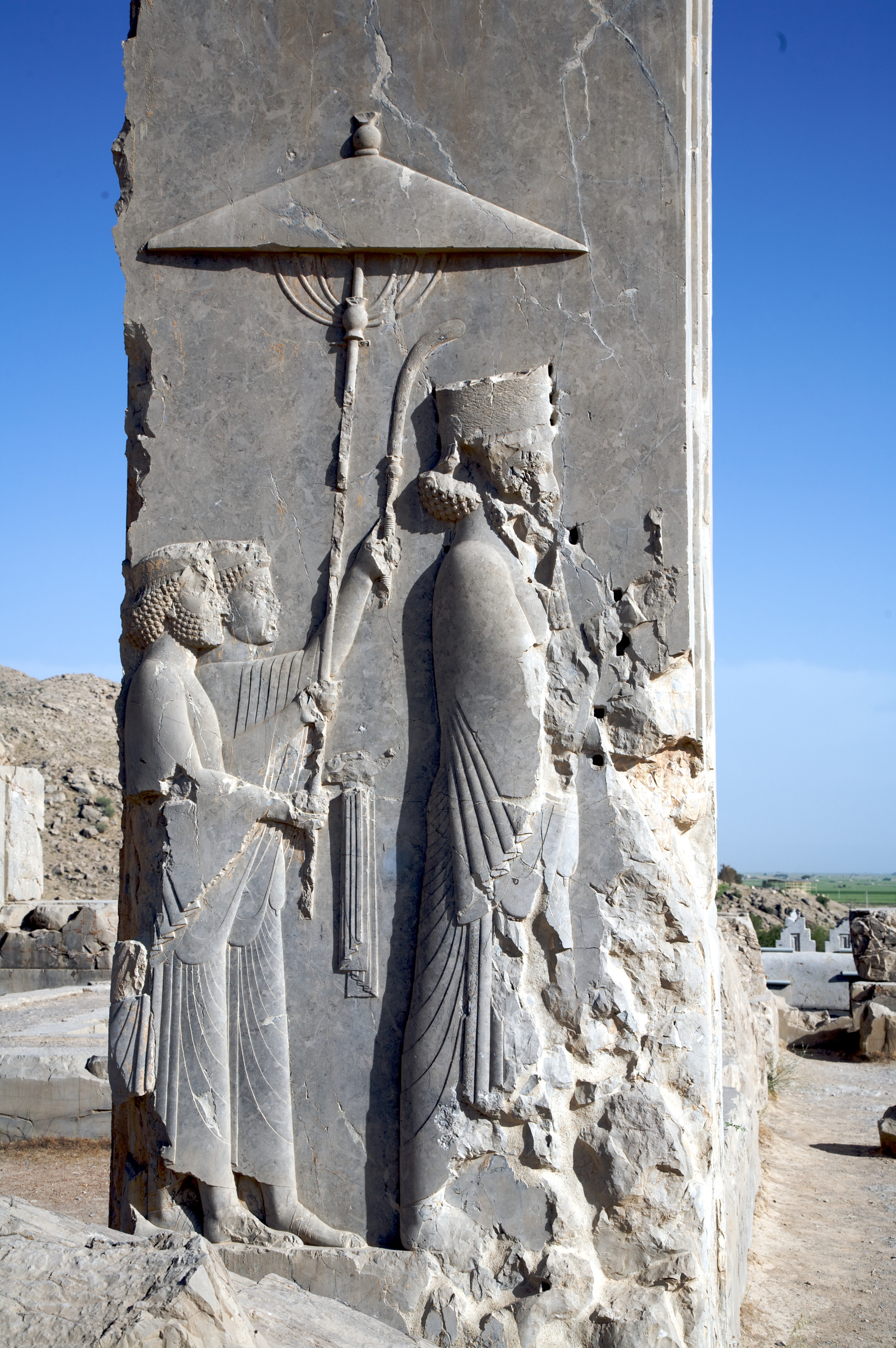
تصویر ۳: سنگ نگاره خشایارشا در تخت جمشید

- ۴۸۶: پس از مرگ داریوش، فرزندش خشایارشای یکم (تصویر ۳: سنگ نگاره در تخت جمشید) بر تخت سلطنت نشست.
- ۴۸۵: خشایارشا شورش مصر را سرکوب کرد و برادرش هخامنش را به عنوان فرماندار ساتراپی مصر منصوب کرد.
- ۴۸۴: در زمان خشایارشا یکم، پادشاه هخامنشی، بابل دو شورش معاصر علیه حکومت هخامنشی به راه انداخت، شورش‌ها توسط رهبران شورشی بل شیمانی و شماش اریبا رهبری می‌شدند. قبل از این شورش‌ها، بابل موقعیت ویژه ای در قلمرو امپراتوری هخامنشی داشت، پادشاهان هخامنشی به عنوان پادشاه بابل و پادشاه سرزمین‌ها لقب گرفته بودند و بابل را به عنوان یک موجودیت تا حدودی مجزا در امپراتوری خود می‌دانستند که با پادشاهی خود در یک قلمرو متحد شده بود. اتحادیه شخصی خشایارشا به تدریج عنوان سلطنتی قبلی را کنار گذاشت و ساتراپی بزرگ بابلی (که بیشتر قلمرو امپراتوری نو بابلی را تشکیل می‌داد) را به واحدهای فرعی کوچکتر تقسیم کرد.[۴]
- ۴۸۴: خشایارشا ضمن سرکوب شورش بابل، استحکامات دفاعی آنجا را نابود کرده و مجسمه خدای مردوخ را تخریب کرد.
- ۴۸۰: ارتش هخامنشی به یونان یورش برد و در شهر آتن رژه رفت اما ناوگان دریای هخامنشی در نبرد سالامیس شکست خورد و نهایتاً تاخت و تازهای ایران در این سال پایان پذیرفت.
- ۴۷۹: در جنگ پلاته ایران از یونان شکست خورد.
- ۴۶۵: یکی از مشاوران (محافظان) خشایارشا به نام اردوان، او را کشت.
- ۴۶۵: اردشیر یکم پس از به قتل رسیدن پدرش خشایارشا و برادرش داریوش که جانشین قانونی بود، بر تخت شاهی نشست.
- حدود ۴۶۵ تا ۴۲۴ ساخت بنای میترا و آناهیتا.
- ۴۲۴: مرگ اردشیر اول.
- ۴۲۴: تاجگذاری خشایارشای دوم.
- ۴۲۴: ترور و قتل خشایارشای دوم.
- ۴۲۴: تاجگذاری داریوش دوم.
- ۴۰۵: جدا شدن مصر از خاک ایران. (به دلیل مبارزات داخلی برای جانشینی امپراتوری ایران)
- ۴۰۴: تاجگذاری اردشیر دوم.
- ۳۸۷: صلح آنتالکیداس، یونان، حق حکمرانی و تملک ایران بر آسیای صغیر را به رسمیت شناخت.
- ۳۵۹: مرگ اردشیر دوم.
- ۳۵۹: تاجگذاری اردشیر سوم.
- ۳۴۲: بازپسگیری مصر و شکست نکتانبوی دوم و ملحق شدن آن به خاک ایران. این فتح پس از چندین حمله در دهه گذشته، نصیب امپراطوری هخامنشی گردید.
- ۳۳۸: اردشیر سوم به وسیله باگواس خواجه مسموم می‌شود.
- ۳۳۸: آغاز پادشاهی اردشیر چهارم.
- ۳۳۶: قتل اردشیر چهارم توسط باگواس.
- ۳۳۶: داریوش سوم آخرین پادشاه هخامنشیان به تاج و تخت می‌رسد.
  - ۳۳۶: ترور فیلیپ دوم مقدونی و آغاز پادشاهی اسکندر مقدونی.
- ۳۳۴: حمله اسکندر مقدونی به آسیا و شکست سپاه ایران در تنگه داردانل.
- ۳۳۴: نبرد گرانیک و شکست ارتش پارسیان از اسکندر در نزدیکی شهر تروآ.

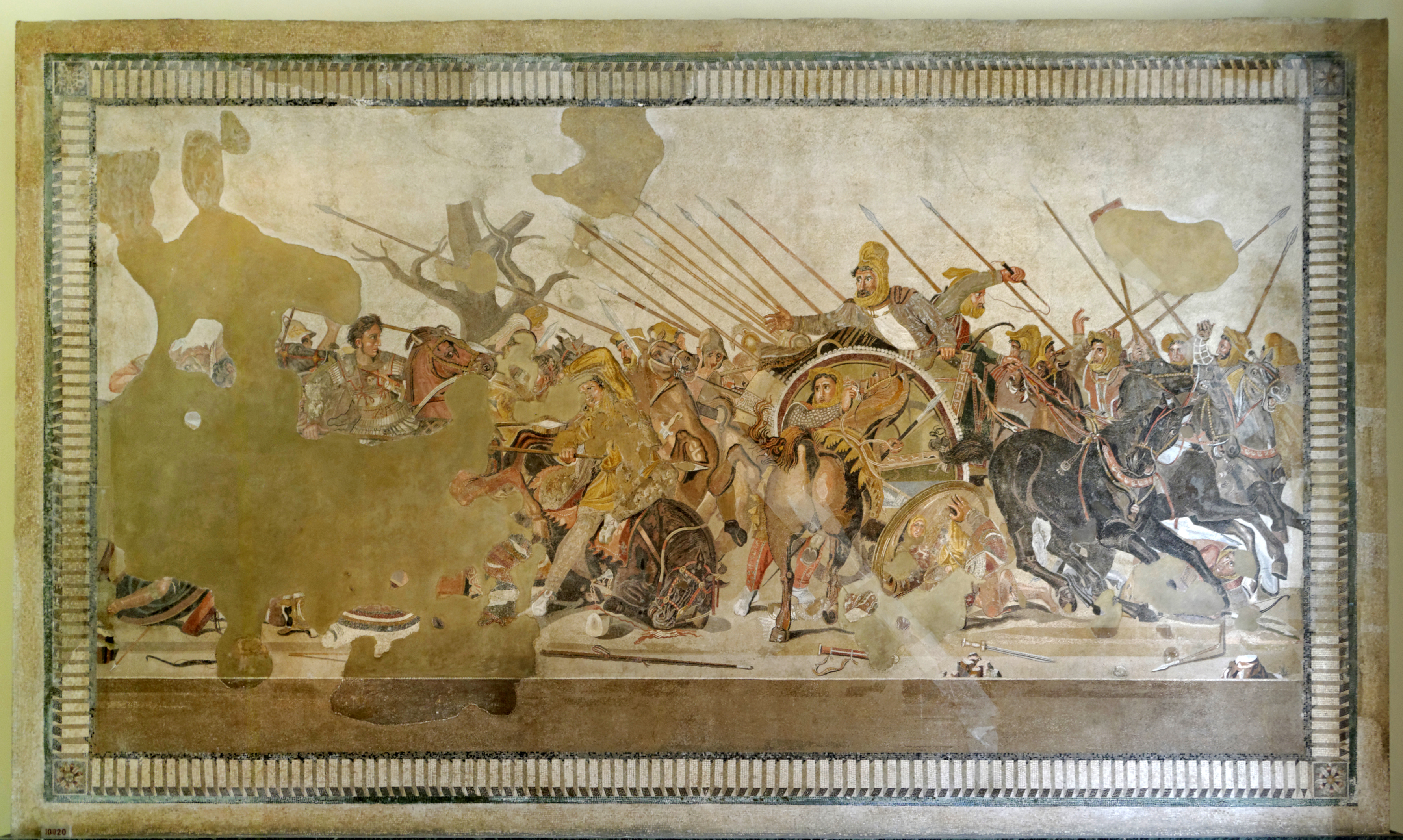
تصویر ۴: نقاشی از نبرد ایسوس در موزه ملی باستان‌شناسی ناپل

- ۳۳۳: در نبرد ایسوس (تصویر ۴: نقاشی در موزه ناپل) ارتش اسکندر، قوای پارسی به فرماندهی داریوش سوم را شکست می‌دهد.
- ۳۳۱: شکست سنگین قوای ایران به وسیله اسکندر در جنگ گوگمل در شرق موصل امروزی.
- ۳۳۰: کشته شدن داریوش سوم، فتح هگمتانه، ویران کردن تخت جمشید به وسیله اسکندر مقدونی و پایان حکمرانی هخامنشیان بر ایران.
- ۳۲۸: کشته شدن اردشیر پنجم واپسین مدعی سلطنت خاندان هخامنشیان توسط اسکندر

## متفرقه
- ایالت ارمنستان  که از قرن ششم قبل از میلاد بخش‌هایی از شرق ترکیه را شامل می‌شد به ساتراپی ارمنستان تحت حکومت هخامنشیان تبدیل شد.
- آناتولی نقشی محوری در تاریخ هخامنشیان داشت. در اوایل قرن پنجم قبل از میلاد، برخی از شهرهای ایونی که تحت حکومت پارسیان بودند، شورش کردند که به شورش ایونیایی ختم شد. این شورش پس از آن که به راحتی توسط مقامات ایرانی سرکوب شد، مقدمه مستقیم جنگ‌های یونان و ایران شد که یکی از سرنوشت سازترین جنگ‌های تاریخ اروپا بود.
- حکومت هخامنشی در آناتولی با فتوحات اسکندر مقدونی و شکست دادن داریوش سوم در بین سال‌های ۳۳۴ تا ۳۳۰ پیش از میلاد به پایان رسید. اسکندر در نبردهای متوالی کنترل کل منطقه را از ایران خارج کرد.
- از قرن ششم پیش از میلاد تا قرن سوم پیش از میلاد، بحرین بخش مهمی از امپراتوری ایرانی هخامنشیان، بود.